# افتن، سن برنادیون شهرستان، کالیفرنیا
افتن (به انگلیسی: Afton) یک منطقهٔ مسکونی در ایالات متحده آمریکا است که در شهرستان سن برناردینو، کالیفرنیا واقع شده‌است. افتن ۴۲۹ متر بالاتر از سطح دریا واقع شده‌است.